# Katja Vintar Mally
Katja Vintar Mally, slovenska geografinja in pedagoginja, * 11. november 1975.
Kot profesorica je zaposlena na Oddelku za geografijo Filozofske fakultete v Ljubljani. V njeno raziskovalno področje spadajo varstvo geografskega okolja, trajnostni razvoj ter regionalna geografija Slovenije in držav v razvoju. Predava Ekološko geografijo, Geografijo okoljskih virov, Geografijo Severne Afrike in Jugozahodne Azije, Geografijo Podsaharske Afrike in Uvod v geografijo.

## Življenjepis
Doktorirala je leta 2006 pod mentorstvom profesorja Dušana Pluta z doktorsko disertacijo »Okoljevarstvena in socialno-ekonomska protislovja držav v razvoju«.
Bila je med ustanovnimi člani Društva mladih geografov Slovenije ter mu med letoma 1997 in 1998 tudi predsedovala. Med letoma 2005 in 2009 je bila predsednica Ljubljanskega geografskega društva, nato podpredsednica. Je članica izvršnega odbora Alumni kluba geografov Univerze v Ljubljani, nekdanja članica izvršnega odbora Zveze geografov Slovenije in izvršnega odbora Ljubljanskega geografskega društva.